# Arthur von der Tann-Rathsamhausen
Eduard Arthur Carl von und zu der Tann-Rathsamhausen (* 25. Juni 1823 in Tann (Rhön) (Landkreis Fulda); † 12. April 1907 ebenda) war ein deutscher Gutsbesitzer, Offizier  und Abgeordneter des Provinziallandtages der preußischen Provinz Hessen-Nassau.

## Leben

### Herkunft und Familie
Arthur von und zu der Tann-Rathsamhausen entstammte dem fränkischen Adelsgeschlecht Von der Tann, das seinen Sitz seit dem 12. Jahrhundert im Schloss Tann in der Kleinstadt Tann hat. Er war der Sohn des Oberstleutnants Friedrich Karl Joseph von und zu der Tann-Rathsamhausen (1793–1849, Bruder des Heinrich von der Tann). Seine Mutter war Auguste Freiin von Rathsamhausen (1802–1890). Seine Geschwister waren Otto (* 1823, bayerischer Offizier), Tecla (* 1824, ⚭ 1851
Rudolf Freiherr von Stein zu Nord- und Ostheim) und Berta (* 1825). Der bayerische Generalleutnant Rudolph von der Tann-Rathsamhausen (1820–1890) war sein Cousin.
Der Journalist Hartmann von der Tann (* 1943) ist ein Nachfahre dieses Stammes.

### Wirken
Arthur war in seinem Heimatort Gutsbesitzer und Oberstleutnant in der Königlich-Bayerischen Armee. Die Region Tann/Rhön fiel 1815 nach den Regelungen des Wiener Kongresses an Bayern.
Von 1886 bis 1899 hatte er einen Sitz im Kurhessischen Kommunallandtag des Regierungsbezirks Kassel, aus dessen Mitte er ein Mandat für den Provinziallandtag der Provinz Hessen-Nassau erhielt, wo er in verschiedenen Ausschüssen tätig war. Nach seiner Mandatsniederlegung wurde Karl von Marcard sein Nachfolger. 

## Sonstiges
Der Familienstamm Von der Tann hatte sich in drei Äste geteilt:
Gelber, blauer und roter Ast, jeweils benannt nach den Schlössern in Tann.
Aus diesem gelben Ast erhielten am 21. Mai 1868 Ludwig Samson Freiherr von und zu der Tann (1815–1881, königlich bayerischer Kämmerer und Generalleutnant) für sich und seine Brüder und Vettern, Namen und Wappen der ausgestorbenen Freiherren von Rathsamhausen. Es kam in Berg zur Namens- und Wappenvereinigung „von und zu der Tann-Rathsamhausen“.